# Tổng cục Hướng dẫn Du lịch Quốc gia
Tổng cục Hướng dẫn Du lịch Quốc gia (tiền thân là Tổng cục Du lịch Quốc gia; tiếng Triều Tiên: 국가관광총국) là cơ quan nhà nước của Cộng hòa Dân chủ Nhân dân Triều Tiên chuyên tổ chức du lịch tại Bắc Triều Tiên. Các công ty lữ hành nước ngoài đều phải hợp tác chặt chẽ với cơ quan này; nhân viên của Tổng cục còn đi cùng tất cả các chuyến du lịch của người nước ngoài.
Cục chính thức thành lập vào ngày 15 tháng 5 năm 1986. Cục được đổi tên thành Tổng cục Hướng dẫn Du lịch Quốc gia vào tháng 1 năm 1990. Cục có trụ sở tại Quận Trung tâm của Bình Nhưỡng. Chủ tịch là Ryo Sung-chol. Tổng cục Hướng dẫn Du lịch Quốc gia là thành viên của Tổ chức Du lịch Thế giới kể từ tháng 9 năm 1987 và Hiệp hội Du lịch châu Á Thái Bình Dương kể từ tháng 4 năm 1995.
Nhìn chung, ngành du lịch Bắc Triều Tiên đều phải đặt dưới sự giám sát của Phòng 39, tổ chức phụ trách quỹ đen của Bắc Triều Tiên. Phòng 39 hướng dẫn Tổng cục Du lịch Quốc gia phải "quản lý thu nhập và giám sát khách du lịch, đảm bảo họ được giới hạn trong các khu vực được chỉ định cụ thể".